# Campeonato Nacional de Rodeo de 2026
El Campeonato Nacional de Rodeo de 2026 será la 77.ª versión de este campeonato. Se diputará desde el 25 al 29 de marzo de 2026 en la Medialuna Monumental de Rancagua y será organizado por la Federación del Rodeo Chileno.
En agosto de 2025 el directorio de la federación que regula el rodeo en Chile informó que se definieron las fechas de los rodeos Clasificatorios y el 77.° Campeonato Nacional, que dará término a la temporada 2025-2026. Para esta temporada hubo una modificación reglamentaria para la disputa de los rodeos clasificatorios, ya que en la Asamblea de Socios, realizada en Santiago, los presidentes de las Asociaciones desde Arica y Tarapacá hasta Magallanes decidieron que se disputen tres selectivos, uno por cada zona (Sur, Centro y Norte), eliminándose los rodeos clasificatorios de repechaje. Con este cambio, van a ser 44 las colleras clasificadas por cada zona, totalizando 132 binomios que disputarán el Campeonato Nacional 2026. Además, en los tres clasificatorios que se disputarán se les agregarán las Series Tercera Libre A y Tercera Libre B. Si al término de una temporada regular las colleras clasificadas superan las 465, se deberán realizar cuatro Rodeos Clasificatorios.

## Sede
Al igual que en los últimos campeonatos, la 77.º edición se desarrollará en la Medialuna Monumental de Rancagua.
| Rancagua                         | Rancagua (Chile) |
| -------------------------------- | ---------------- |
| Medialuna Monumental de Rancagua | Rancagua (Chile) |
| Capacidad: 12 000                | Rancagua (Chile) |
|                                  | Rancagua (Chile) |

## Resultados

### Serie de Campeones
| Cuarto Animal 2026 | Cuarto Animal 2026 | Cuarto Animal 2026 | Cuarto Animal 2026 | Cuarto Animal 2026 |
| ------------------ | ------------------ | ------------------ | ------------------ | ------------------ |
| Posición           | Jinetes            | Caballos           | Asociación         | Puntaje            |
| 1.ª                |                    |                    |                    |                    |
| 2.ª                |                    |                    |                    |                    |
| 3.ª                |                    |                    |                    |                    |
| 4.ª                |                    |                    |                    |                    |
| 5.ª                |                    |                    |                    |                    |
| 6.ª                |                    |                    |                    |                    |

### Serie Criaderos
- 1.er lugar:
- 2.º lugar:
- 3.er lugar:

### Serie Mixta
- 1.er lugar:
- 2.º lugar:
- 3.er lugar:

### Serie Caballos
- 1.er lugar:
- 2.º lugar:
- 3.er lugar:

### Serie Yeguas
- 1.er lugar:
- 2.º lugar:
- 3.er lugar:

### Serie Potros
- 1.er lugar:
- 2.º lugar:
- 3.er lugar:

### Primera Serie Libre A
- 1.er lugar:
- 2.º lugar:
- 3.er lugar:
- 4.º lugar:
- 5.º lugar:

### Primera Serie Libre B
- 1.er lugar:
- 2.º lugar:
- 3.er lugar:
- 4.º lugar:
- 5.º lugar:

### Segunda Serie Libre A
- 1.er lugar:
- 2.° lugar:
- 3.er lugar:
- 4.° lugar:

### Segunda Serie Libre B
- 1.er lugar:
- 2.º lugar:
- 3.er lugar:
- 4.º lugar:

### Movimiento de la rienda femenino
- Campeona:
- Segunda campeona:

### Movimiento de la rienda masculino
- Campeón:
- Segundo campeón:

## Clasificatorios
En agosto de 2025 el directorio de la Federación del Rodeo Chileno dio a conocer la fecha y las sedes de los rodeos clasificatorios.
- Zona Sur, Medialuna Socabío (Los Ángeles)ː 25, 26, 27, 28 de febrero y 1 marzo 2026.
- Zona Centro, Medialuna de San Clementeː 4, 5, 6, 7 y 8 de marzo 2026.
- Zona Norte, Medialuna Chocalán (Melipilla)ː 11, 12, 13, 14 y 15 marzo 2026.

### Clasificatorio Zona Sur de Los Ángeles
Se disputará el 25, 26, 27, 28 de febrero y 1 marzo de 2026 en Los Ángeles.
- 1.er lugar:
- 2.º lugar:
- 3.er lugar:

### Clasificatorio Zona Centro de San Clemente
Se disputará el 4, 5, 6, 7 y 8 de marzo de 2026 en San Clemente.
- 1.er lugar:
- 2.º lugar:
- 3.er lugar:

### Clasificatorio Zona Norte de Melipilla
Se disputará el 11, 12, 13, 14 y 15 marzo de 2026 en Melipilla.
- 1.er lugar:
- 2.º lugar:
- 3.er lugar: